# Ceylonosticta adami
Ceylonosticta adami is een libellensoort uit de familie van de Platystictidae, onderorde juffers (Zygoptera).
De soort staat als Drepanosticta adami op de Rode Lijst van de IUCN als kritiek, beoordelingsjaar 2006.
De wetenschappelijke naam van de soort is voor het eerst geldig gepubliceerd in 1933 als Drepanosticta adami door Fraser.